# محمد أباد السفلي (درميان)
محمد أباد السفلی (بالفارسية: محمدآباد سفلی) هي مستوطنة تقع في إيران في قسم درمیان الريفي. يقدر عدد سكانها بـ 82 نسمة بحسب إحصاء 2016.